# Marc Collomb

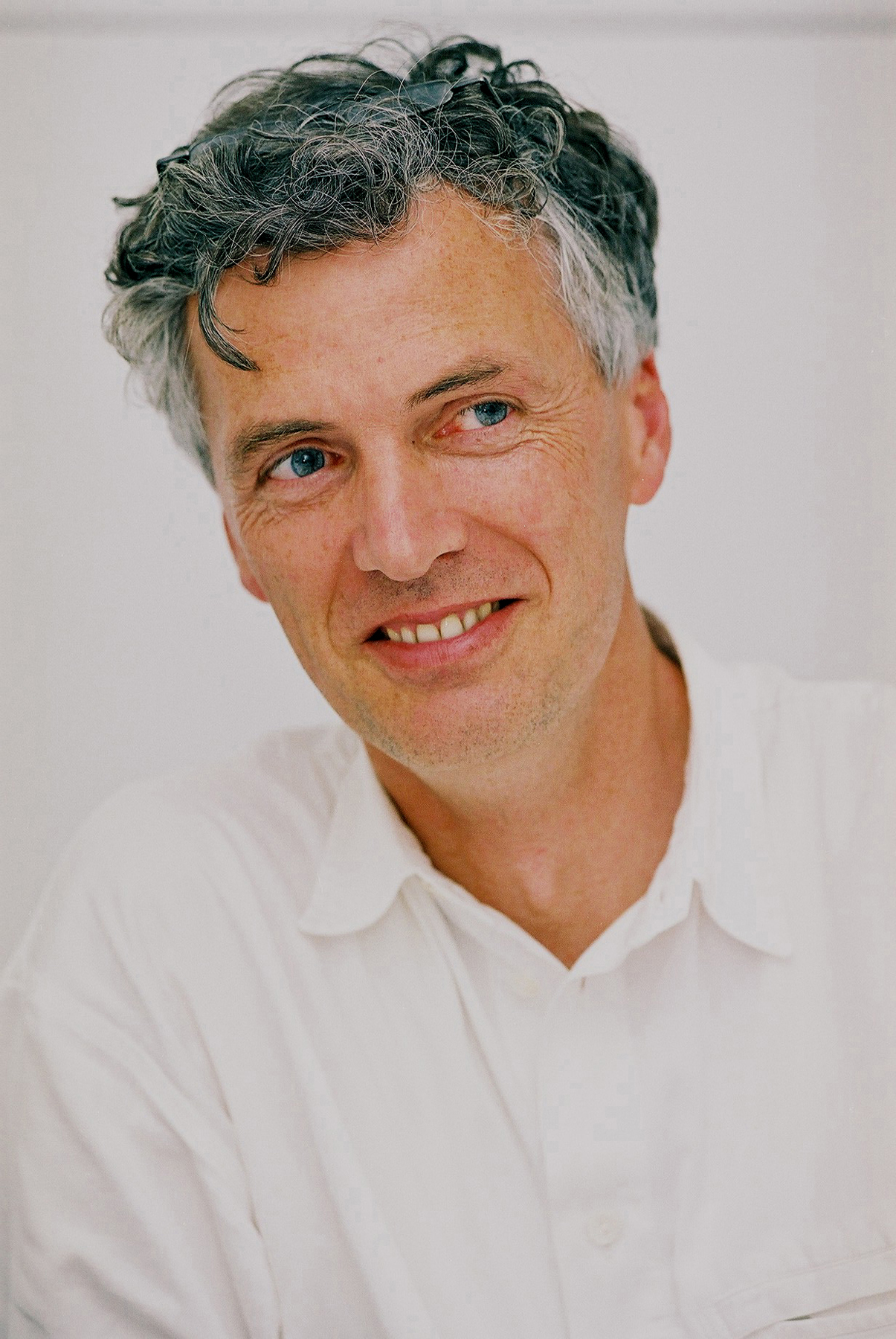
Marc Collomb (2013)

Marc-Henri Collomb (* 21. Oktober 1953 in Payerne) ist ein Schweizer Architekt und Akademieprofessor.

## Werdegang
Marc Collomb wuchs als Sohn von Henri Collomb auf und studierte bis 1979 Architektur an der EPF Lausanne und an der Cooper Union New York. 1982 gründete er mit seinem Bruder Guy-Emmanuel Collomb und Patrick Vogel das Atelier Cube. 1987 wurde er in den BSA berufen und ist Mitglied im SIA. Collomb lehrte 1986 an der EPF Lausanne, 2000 an der Universität Pennsylvania, 2004 bis 2006 an der Universität Sassari und seit 1998 an der Accademia di Architettura di Mendrisio, u. a. mit Enrico Molteni. Dort war er von 2013 bis 2016 Direktor.

## Bauten

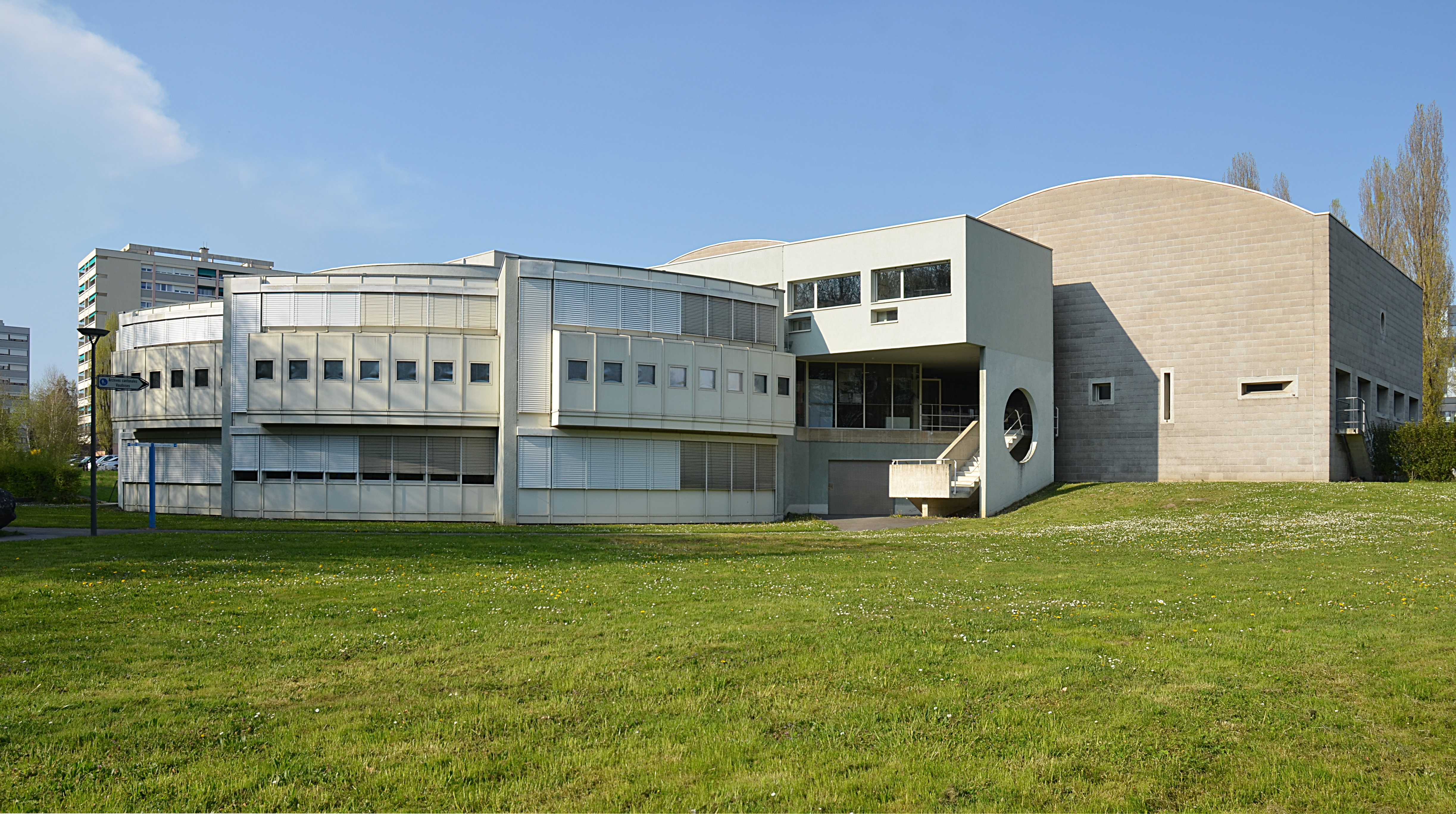
Kantonsarchiv Waadt

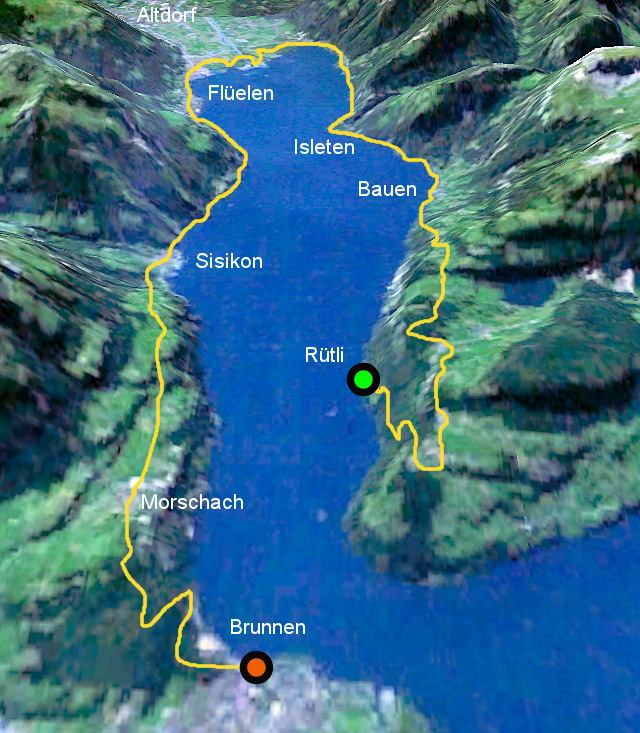
Weg der Schweiz

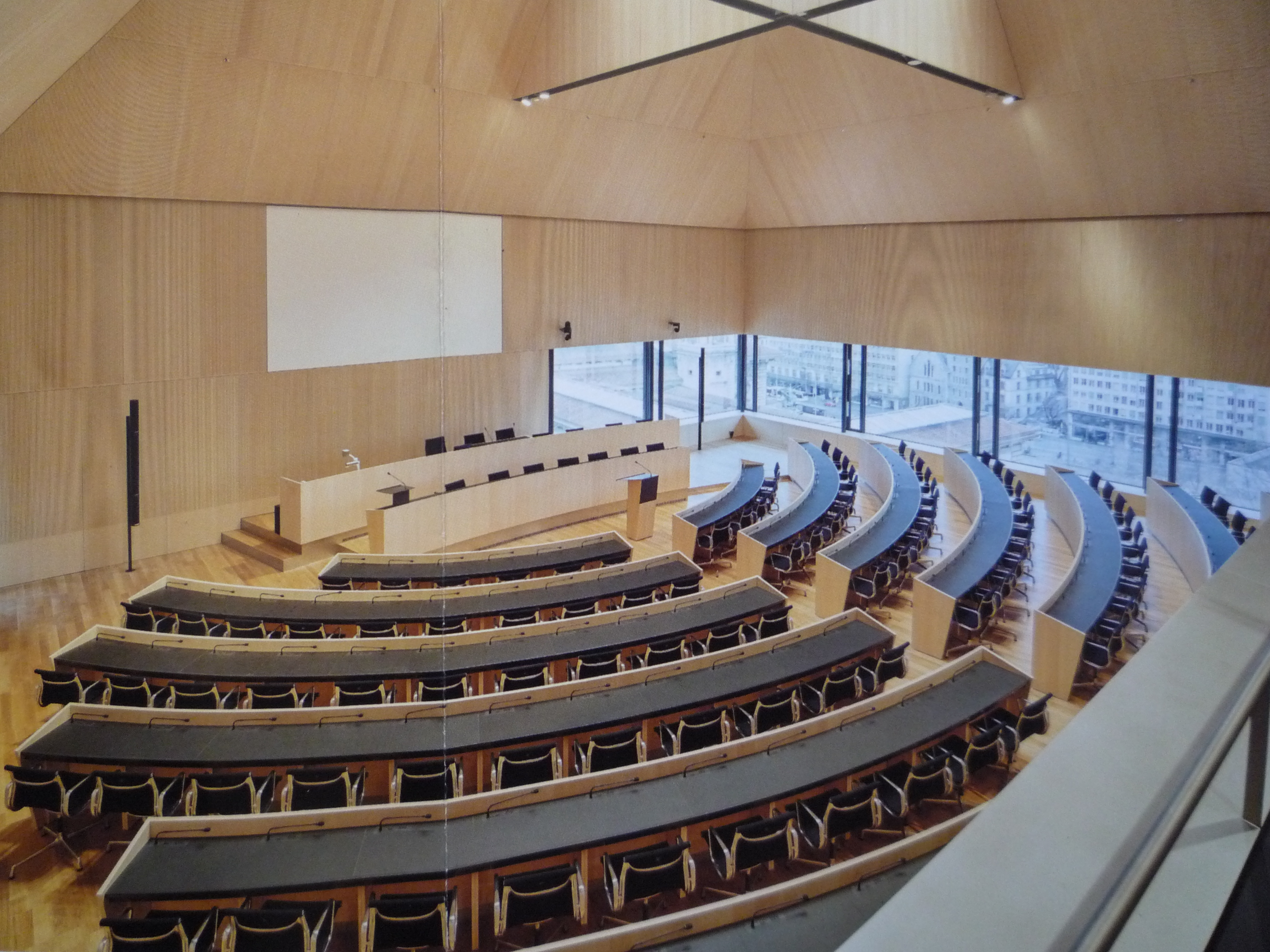
Grossratssaal des Waadtländer Parlaments

- 1983: Reitzentrum, Écublens 1980–1984: Kantonsarchiv Waadt, Chavannes-près-Renens
- 1985: 34 subventionierte Wohneinheiten, Boissonnet[3]
- 1987: Experimentierhalle, Écublens
- 1989: Umspannwerk, Signy
- 1991: Weg der Schweiz
- 1995: Chemiegebäude, Écublens mit Atelier Niv-0 Ivo Frei
- 1999: Bundesarsenal auf dem Place d’Armes, Bière
- 2004: Gebäude mit 33 Wohnungen, Kindertagesstätte, Depots und Parkplätzen, Pully
- 2006: Multifunktionsgebäude mit 27 Wohnungen, psychiatrischem Pflegezentrum, Aufnahmeklassen, Chauderon mit Tribu’Architecture
- 2008: Wohnen für Senioren am Chemin, Beaulieu
- 2009: 233 Wohneinheiten, Maillefer mit CCHE Architecture
- 2007–2017: Waadtländer Parlament mit Bonell & Gil

## Auszeichnungen und Preise
- 1991: Distinction vaudoise d’architecture für Niedrigmietwohnhaus, Chemin de Boissonnet
- 1997: Distinction vaudoise d’architecture für Jeunotel, Vidy und Chemiegebäude, Écublens
- 2015: Ehrenpreis des Schweizer Solarpreises
- Kantonsarchiv Waadt ist Kulturgut in Chavannes-près-Renens

## Ehemalige Assistenten
- Philipp Wündrich

## Filmografie
- Raum – Stadt – Bauten. Neue Architektur in der französischen Schweiz, film d’Edith Jud, Zürich: SF DRS: 3sat, 1998

## Bücher
- Atelier Cube. Guy Collomb, Marc Collomb, Patrick Vogel Randnotizen. GTA Verlag, Zürich 1997 mit Beiträgen von Pascal Amphoux, Gilles Barbey, Jacques Gubler, Pierre von Meiss, Werner Oechslin, Robert Slutzky